# Lysianassa alba
Lysianassa alba är en kräftdjursart. Lysianassa alba ingår i släktet Lysianassa och familjen Lysianassidae. Inga underarter finns listade i Catalogue of Life.